# Bandera d'Ucraïna
La bandera d'Ucraïna representa el cel blau sobre els camps de blat de les estepes del país. Els dos colors són utilitzats des de fa molt temps com a ensenya dels ucraïnesos. Foren adoptats el 1918 durant la primera independència ucraïnesa i són els mateixos colors que van fer servir els ucraïnesos des de temps del vikings, amb els mateixos colors que la bandera de Suècia. La Diada de la Bandera d'Ucraïna se celebra el 23 d'agost.